# Xaçmazqışlaq
Xaçmazqışlaq är en ort i Azerbajdzjan.   Den ligger i distriktet Oğuz Rayonu, i den centrala delen av landet, 200 km väster om huvudstaden Baku. Xaçmazqışlaq ligger 464 meter över havet och antalet invånare är 548.
Terrängen runt Xaçmazqışlaq är platt söderut, men norrut är den kuperad. Terrängen runt Xaçmazqışlaq sluttar söderut. Närmaste större samhälle är Nic, 7,3 km sydost om Xaçmazqışlaq. 
Omgivningarna runt Xaçmazqışlaq är en mosaik av jordbruksmark och naturlig växtlighet. Runt Xaçmazqışlaq är det ganska tätbefolkat, med 52 invånare per kvadratkilometer.